# آن جوناس
آن جوناس (بالفرنسية: Ann Jonas)‏ هي كاتِبة وكاتبة للأطفال فرنسية، ولدت في 1932، وتوفيت في 29 سبتمبر 2013.